# Ilie Ardelean
Ilie Ardelean (n. 10 octombrie 1906, Gyula – d. 9 ianuarie 1972, București) a fost un medic român, membru corespondent al Academiei Române din 1948.
Este considerat întemeietorul igienei experimentale în România.
A studiat Medicina la Cluj-Napoca, iar în perioada 1936 - 1938, s-a specializat ca igienist în SUA, ca bursier al Fundației Rockefeller.
În 1948 a devenit șeful Catedrei de igienă generală și comunală la Facultatea de Medicina din București și ulterior rector al acestui institut.
De asemenea, a fost președinte al Societății de Științe Medicale și al Societății de Igienă din România.